# Juan Martín Rodríguez
Juan Martín Rodríguez (Montevideo, 21 de diciembre de 1982) es abogado y político uruguayo. 
Es Doctor en Derecho y Ciencias Sociales, egresado de la Facultad de Derecho de la Universidad de la República. Político perteneciente al Partido Nacional. Electo Representante Nacional en las elecciones nacionales de 2019 (XLIXª Legislatura, 2020-2025), y reelecto en las elecciones nacionales de 2024 (Lª Legislatura, 2025-2030). Electo Presidente de la Convención Nacional del Partido Nacional en 2019  y reelecto en 2024.

## Militancia Política
Comienza a militar en la juventud de la Lista 31 del Partido Nacional en el año 1998, bajo el liderazgo del expresidente de la República, Luis Alberto Lacalle y el diputado Jaime Trobo. Meses más tarde, al conformarse un nuevo espacio político de cara a las Elecciones Internas de los Partidos Políticos de 1999, se incorpora a la Lista 71 (que integra ininterrumpidamente hasta la actualidad), bajo la conducción del expresidente de la República, Luis Alberto Lacalle, el entonces Senador Luis Alberto Heber y los entonces Diputados Jaime Trobo y Gustavo Penadés.
Representa a la Juventud de la Lista 71 ante la Federación de Juventudes Herreristas, durante el período comprendido entre los años 2000 y 2007.
En las Elecciones Internas del año 2004, es electo Convencional Departamental de Montevideo del Partido Nacional, siendo candidato a Edil Departamental por Montevideo, en las Elecciones Departamentales del año siguiente.
Integra la Comisión Departamental de Montevideo del Partido Nacional durante el período 2005-2010, siendo elegido por dicho Cuerpo, como 1.er Vicepresidente, ejerciendo su Presidencia durante el período 2009-2010, luego que su Presidente, la diputada Sandra Etcheverry, es designada integrante del Directorio del Partido Nacional.
Integra la Comisión Nacional de Jóvenes provisoria (designado por el expresidente de la República, Luis Alberto Lacalle) del Partido Nacional, que tuvo a su cargo planificar, organizar e instrumentar las Primeras Elecciones de Jóvenes del Partido, celebradas en mayo de 2007, de la que participaron más de 53.000 jóvenes. En dicha instancia electoral de carácter interno, encabezó la Lista 111, la más votada en el departamento de Montevideo, y una de las más votadas a nivel nacional, lo que le significó ser electo Congresal Nacional de la Juventud por el período 2007-2012, siendo elegido por dicho Congreso, como uno de los 15 integrantes de la 1.ª. Comisión Nacional de Jóvenes del Partido Nacional electa, para el referido período. Durante su gestión en dicha Comisión, es designado Secretario de Relaciones Internacionales de la Juventud del Partido Nacional.
En las Elecciones Internas de 2009, es electo Convencional Nacional del Partido Nacional, siendo reelecto en las Elecciones Internas de 2014, 2019 y 2024.
En las Elecciones Nacionales del mismo año, es electo integrante de la Junta Electoral de Montevideo, en calidad de 1.er Suplente.
Fue redactor de la Reforma de la Carta Orgánica del Partido Nacional aprobada en diciembre del año 2012, que otorgó Voz y Voto en el Directorio del Partido Nacional, así como en cada una de las 19 Comisiones Departamentales Nacionalistas, a dos integrantes de la Juventud partidaria.
Entre los años 2012 y 2020 desempeña la función de Secretario Ejecutivo de la Lista 71.
A comienzos del mes de octubre del año 2017, es designado por la Asamblea General, Ministro (suplente) de la Corte Electoral del Uruguay, cargo que nunca desempeño.
En agosto de 2019, es electo Presidente de la Convención Nacional del Partido Nacional, siendo reelecto para dicha responsabilidad cinco años más tarde, en agosto de 2024.
En las Elecciones Nacionales del 27 de octubre de 2019, es electo Representante Nacional para la XLIXª Legislatura (2020-2025), por la Lista 71 de Montevideo (Partido Nacional – Herrerismo).
En el primer  y en el último año de dicha Legislatura, es designado coordinador de la Bancada de Diputados del Partido Nacional, partido al que pertenece el presidente de la República Luis Lacalle Pou.
Integró las Comisiones de Asuntos Internacionales (presidiéndola en 2021), de Presupuestos (presidiéndola en 2023), de Asuntos Internos (presidiéndola en 2024), de Hacienda, Especial de Seguridad y Convivencia, Especial para el estudio del Proyecto de Ley con declaración de urgente consideración, Especial para estudiar el Financiamiento de la Democracia (presidiéndola en 2020-2021), y Especial para el Tratamiento del Proyecto de Ley por el que se crea el Sistema Previsional Común, y la Comisión Investigadora a efectos de estudiar las denuncias sobre el Ministerio de Turismo entre 2010 y 2021 (siendo su Presidente) de la Cámara de Representantes, y las Comisiones de Constitución y Legislación, y Especial sobre el Derecho a la Alimentación de la Asamblea General.
En febrero de 2021, en representación del Parlamento uruguayo es designado Vicepresidente por Uruguay del Parlamento Latinoamericano, hasta febrero de 2022 cuando asume como Secretario General del referido organismo parlamentario regional para el período 2022-2024. En diciembre de 2024 es reelecto en su condición de Secretario General por el período 2024-2026.
En su segunda Legislatura, integró las Comisiones de Asuntos Internacionales (presidiéndola en 2025), y Especial de Ambiente de la Cámara de Representantes, y las Comisiones de Asuntos Internacionales, Especial de Control y Supervisión del Sistema Nacional de Inteligencia del Estado y la Especial para la Elección del Consejo Directivo de la Institución Nacional de Derechos Humanos y Defensoría del Pueblo de la Asamblea General.